# Konrad von Boyneburg

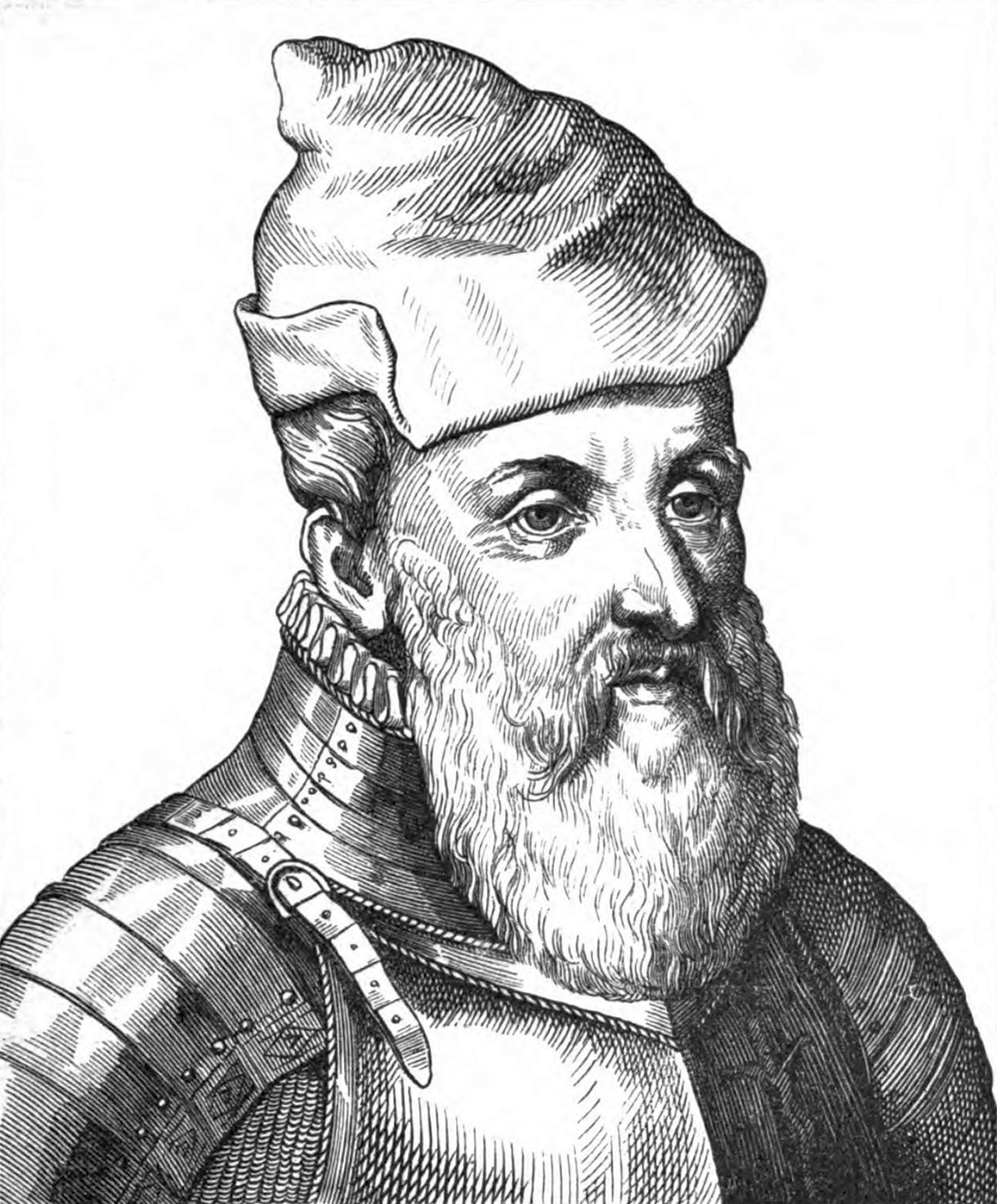
Konrad von Boyneburg

Konrad von Boyneburg der Ältere (auch Kurt und „der kleine Hesse“ genannt; * 1494 in Bischhausen; † 29. Juni 1567 in Schelklingen) aus dem weit verzweigten Adelsgeschlecht derer von Boyneburg, war ein Anführer von Landsknechten unter Kaiser Karl V.

## Familie
Sein Vater war Reinhart von Boyneburg mit Besitzungen in Wichmannshausen, Bischhausen und Röhrda, Lüder (damals Bistum Fulda) und Bonaforth (preußische Provinz Hannover). Er war Amtmann in Grünberg (1466), ab 1479 hessischer Rat und Hofmeister und verstarb 1504 bei der hessischen Belagerung Umstadts während der Bayrischen Fehde. Konrads Mutter war Katharina (Magdalena), geborene von Brandenstein. Er hatte eine Schwester, Anna (* 1479), und zwei Brüder, Reinhart († 1554) und Georg.

## Leben
Reichsfreiherr Konrad von Boyneburg, auch „von Bem(m)elberg“ genannt, wurde 1494 in Bischhausen geboren. Er gelangte als Page im Alter von zwölf Jahren zusammen mit einem Sohn aus der Nachbarschaft, dem hochgewachsenen Heinrich Treusch von Buttlar von der Burg Brandenfels (im jetzigen Südringgau), an den Hof des Herzogs Eberhard II. von Württemberg. Schon damals wurde er auf seinen Spitznamen, „der kleine Hess“ festgelegt und sogar als „Clainhess“ in Urkunden erwähnt.
1504 trat Konrad von Boyneburg als „Junker“ in das Württemberger Aufgebot ein, das unter Herzog Ulrich von Württemberg für Maximilian I. während des Landshuter Erbfolgekrieges 1504/05 kämpfte. Anschließend zog er 1505 im kaiserlichen Heer gegen die Republik Venedig.

Wappen der süddeutschen Linie der Freiherren von Boyneburg, die sich von Bem(m)elberg nannten

1514 zeichnete sich Boyneburg auch bei der grausamen Niederschlagung des Bauernaufstandes „Armer Konrad“ aus. 1515 verließ Boyneburg den Stuttgarter Hof, da sein Freund, der fränkische Ritter und Stallmeister Ulrichs, Hans von Hutten, von Herzog Ulrich hinterrücks getötet wurde, nachdem Hutten das Verhältnis Ulrichs mit Huttens Frau Ursula Thumb von Neuburg publik gemacht hatte.
Er ging vorübergehend zurück in den Ringgau, trat in den Dienst des Landgrafen Philipp I. von Hessen und kämpfte 1519 im Heer des Schwäbischen Bundes gegen seinen früheren Herrn, Herzog Ulrich von Württemberg, der sich den Zorn des Hochadels wegen der Ermordung Huttens und wegen Besitzstreitigkeiten mit dem Schwäbischen Bund zugezogen hatte. Während der Fehde Franz von Sickingens gegen die Landgrafschaft Hessen im Jahre 1521 verteidigte er die kleine Feste Stein bei Worms für die Hessen. Mit dem Eintritt Hessens in den Schwäbischen Bund wurde die Fehde gegenstandslos, da auch Sickingen dem Bund angehörte.
Boyneburg lernte den Feldhauptmann Georg von Frundsberg und Friedrich von Fürstenberg kennen und wurde wohl einer ihrer Hauptleute, als diese 1521 gegen das nördliche Frankreich zogen. Sickingen, der 1522 diese Truppe, angeblich ebenfalls zum Kampf gegen Frankreich anheuerte, aber dann gegen Trier zog, wurde im Oktober 1522 unter die Reichsacht gestellt und erlag am 5. Mai 1523 seinen Verwundungen. Mit der Reichsacht stellte sich Fürstenbergs Regiment abseits. Im selben Jahr trat das Regiment in kaiserliche habsburgische Dienste, damit auch Boyneburg, und stritt mit den Truppen Karl V. um das französische Burgund gegen Franz I. von Frankreich.
Ende 1523 verließ Konrad von Boyneburg das Regiment und ging nach Tirol, um Landsknechte für ein eigenes Fähnlein anzuwerben. Mit diesem trat er wieder den Truppen Fürstenbergs bei, die über Mailand und Lodi, Cremona und Genua nach Italien zogen. 1525 zeichnete er sich in der Schlacht bei Pavia aus. Frundsberg, der ein Heer von ca. 12.000 Landsknechten als Entsatzheer befehligte, ernannte Boyneburg zum Generallieutenant und zu seinem Stellvertreter. Seinen Feldherrnstab zierte der Wahlspruch „Ist das endt gutt, so ist es alles gutt“.
Nachdem Boyneburg vor Mantua den Herzog von Urbino besiegt hatte, zog er unter Karl von Bourbon gegen Rom. Als im März 1526 Frundsberg ein Schlaganfall traf, übernahm Boyneburg den Oberbefehl über 35 Fähnlein Landsknechte, mit denen er am 6. Mai 1527 die Vororte Gianicolo und S. Spirito von Rom eroberte. Anschließend erstürmte er mit 30 Fähnlein die Sixtusbrücke, die im Feuer der Kanonen der Engelsburg lag. Da man den deutschen Landsknechten den Sold vorenthielt und ihnen verbot zu plündern, brach unter ihnen ein Aufruhr los. Der selbst über diese Missstände empörte Boyneburg sah sich außerstande, seine Landsknechte zu beruhigen, und legte daraufhin den Oberbefehl nieder. Die daraufhin beim berüchtigten Sacco di Roma erfolgten Massaker, Plünderungen und Zerstörungen wurden als die schlimmsten bezeichnet, die Rom seit dem Untergang des Römischen Reiches erlebt hatte.
1530 kehrte Boyneburg, nachdem er den Oberbefehl wieder übernommen und Neapel entsetzt hatte, nach Deutschland zurück, begleitete den Kaiser auf den Reichstag zu Augsburg, und wurde von Karl V. zum „Goldenen Ritter“ geschlagen.

Konrad von Bemelberg, Gemälde von Petrus Dorisy, 1582

Boyneburg zeichnete sich danach durch die Eroberung von Florenz und 1532 im Krieg gegen die Osmanen aus. 1534 wurde er in der Schlacht bei Lauffen im Kampf gegen Philipp von Hessen und Ulrich von Württemberg geschlagen und verwundet. Zum Lohn erhielt er 1530 die Pfandherrschaft über die Herrschaften Ehingen, Schelklingen und Berg samt Stadtschloss Ehingen und Burg Hohenschelklingen und weitere Besitztümer bei Augsburg.
1536 focht er auf der Seite des Kaisers Karl V. beim zweiten Romzug erneut gegen die Franzosen. 1542 kämpfte er erfolgreich gegen die Türken, und 1544 nahm er an den weiteren Kämpfen gegen Frankreich und am Schmalkaldischen Krieg teil. Als Organisator und erfahrener Feldobrist verfasste er 1544/1545 eine „Kriegsordnung für Landsknechte“. Im Schmalkaldischen Krieg allerdings verließ ihn sein Glück: wegen der Übergabe von Reims an die protestantischen Fürsten verlor er kurzzeitig die Gunst des Kaisers. 1557 half er Philipp II. von Spanien, die Schlacht bei St. Quentin gegen die Franzosen siegreich zu beenden. Von König Ferdinand I. erhielt er den Titel eines „Hofkriegsrates“ und „Feldhauptmannes“.
In Schelklingen heiratete er im gereiften Mannesalter Susanna von Neuhausen und begründete damit die in Süddeutschland als Freiherren von Bem(m)elberg bis Anfang des 19. Jahrhunderts blühende Familie. Sein Sohn Konrad von Bem(m)elberg der Jüngere übernahm zunächst die Pfandherrschaft über Ehingen, Schelklingen und Berg. Nach der Aufkündigung dieser Pfandherrschaft durch Österreich erwarb er 1568 die Herrschaft Hohenburg-Bissingen. Nach seinem Tode im Jahre 1591 erwarb die Familie 1594 Herrschaft und Schloss Erolzheim in Oberschwaben. Dieses Schloss war bis zum Aussterben der Familie von Bemelberg mit Alois von Bömmelberg (hier auch von Bömmelberg geschrieben) am 19. Juli 1826 Hauptwohnsitz der Familie.
Boyneburgs Feldkürass von der Hand des Landshuter Plattners Wolfgang Großscheldel aus der Zeit um 1535/40 wird heute im Wiener Kunsthistorischen Museum (Hofjagd- und Rüstkammer) aufbewahrt.
Konrad von Boyneburgs Leben und Porträt fanden Eingang in Ludwig Bechsteins „200 deutsche Männer in Bildnissen und Lebensbeschreibungen“ (Leipzig 1854). Er starb am 29. Juni 1567 in Schelklingen in seinem von ihm errichteten Schlößle und wurde 1567 im Chor der dortigen Pfarrkirche beigesetzt, wo ein Epitaph angebracht wurde, welcher allerdings nicht erhalten ist. Seine Persönlichkeit dürfte schon damals umstritten gewesen sein. Sicher platzte er vor Beschäftigungsdrang und Vitalität, verstand es aber auch geschickt, seine Landsknechte einzusetzen, obwohl er auch vor den gewählten Soldatenräten (als Vertreter der Mannschaft) öfter kapitulieren musste, wenn die Soldforderungen nicht erfüllt werden konnten. Er war aber auch politisch geschickt genug, um immer wieder sozialen Gefahrenzonen auszuweichen und bis zu seinem Ende für häufig wechselnde Aufträge erfolgreiche Schlachten zu schlagen.
Seine Nachkommen wurden 1571 von Kaiser Maximilian II. in den Reichsfreiherrnstand erhoben.